# Dějiny Masarykovy univerzity

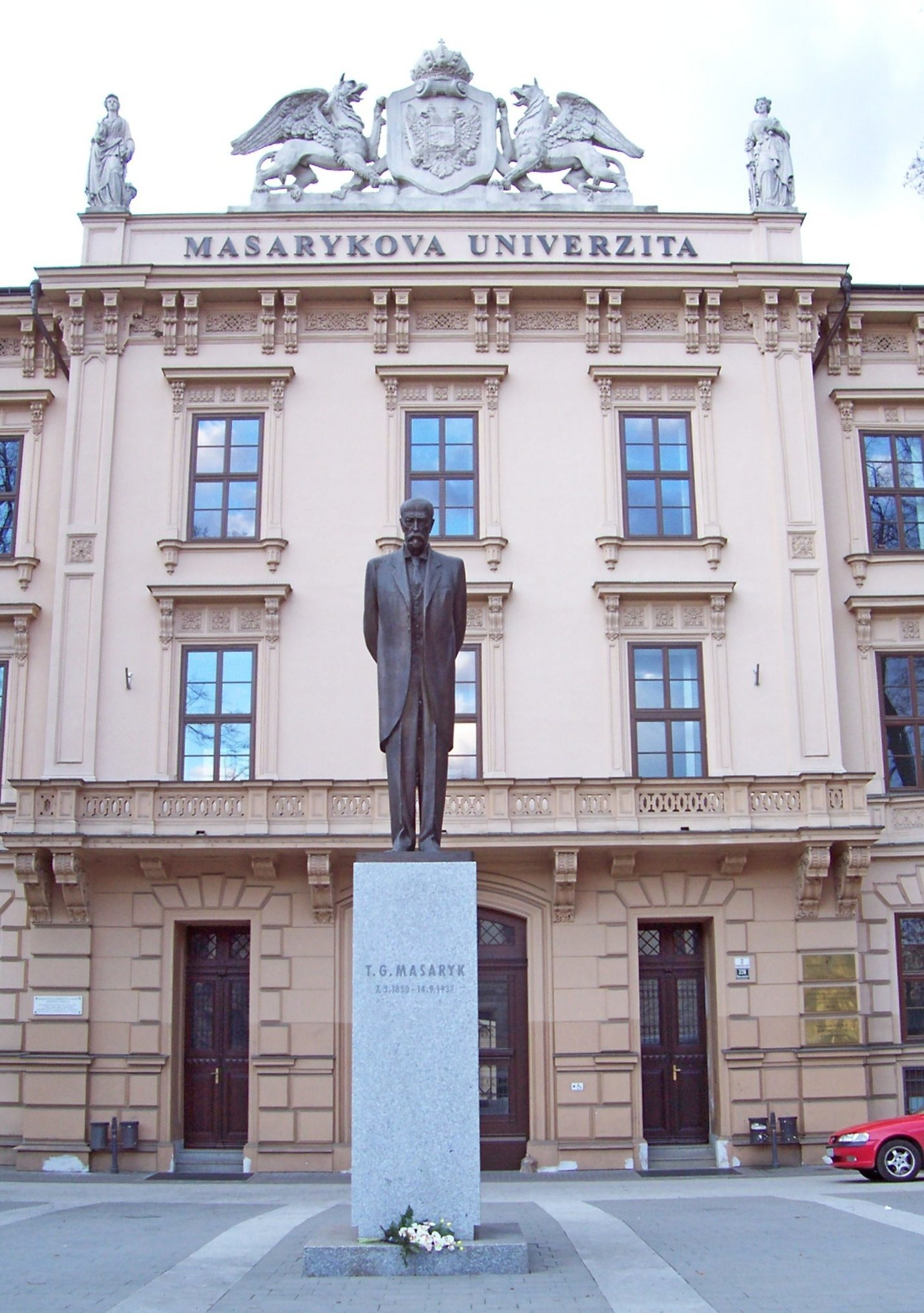
Socha Tomáše Garrigua Masaryka před dřívější budovou lékařské fakulty

Dějiny Masarykovy univerzity začínají rokem 1919, kdy byla v Brně založena. Pojmenována byla podle prvního československého prezidenta T. G. Masaryka, který se o její vznik zasloužil. V letech 1960 až 1990 nesla název Universita Jana Evangelisty Purkyně v Brně, poté se vrátila ke svému původnímu jménu. Masarykova univerzita se z původně čtyřfakultní vysoké školy do 21. století rozrostla na univerzitu o deseti fakultách a stále se rozvíjí.

## Druhá česká univerzita
Poté, co byla olomoucká univerzita v 50. letech 19. století postupně rušena, až z ní zbyla jen samostatná bohoslovecká fakulta, chyběla na Moravě plnohodnotná univerzita, jelikož kromě teologie v Olomouci bylo možnost studovat už jen brněnskou techniku, založenou roku 1849. Velké a tradiční univerzity existovaly v rámci předlitavské části monarchie jen v Praze, Vídni a Krakově, od 17. století také ve Lvově a Innsbrucku, ovšem po roce 1863 i ve Štýrském Hradci a v roce 1875 vznikla ještě malá univerzita ve vzdálených Černovicích. Snahy o zřízení moravského vysokého učení nicméně dlouhodobě blokovaly dvě okolnosti. Jednou bylo tradiční soupeření Olomouce a Brna o pozici hlavního města, Brno bylo průmyslovým centrem země, kde sídlilo místodržitelství a zemský sněm, menší a provinční Olomouc zase argumentovala historickou tradicí a blízkostí rakouského Slezska, odkud by také přicházeli studenti. Druhou a významnější okolností však bylo tehdejší česko-německé soupeření. Zatímco Češi již postupně získávali venkov a některá menší města, obě hlavní města byla ještě pevně v rukou Němců. Myšlenka české univerzity tak byla z německé strany odmítána, aby i přes zvýšení prestiže daného města nedošlo k ohrožení jejich kulturní převahy. Německá či neutrální univerzita nebyla zpočátku požadována, protože méně početným německých studentům stačila blízká Vídeň. České emancipační snahy navíc načas uspokojilo rozdělení pražské univerzity na českou a německou v roce 1882, takže moravští Češi zase bez potíží směřovali do Prahy.

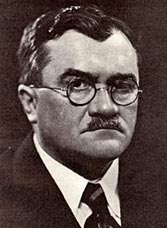
Karel Engliš, národohospodář a první rektor Masarykovy univerzity

Až v roce 1885 se pro založení druhé české univerzity veřejně vyslovil profesor Tomáš Garrigue Masaryk, který si byl vědom prospěšnosti konkurence v českém univerzitním prostředí. Jeho názor podpořil také právník Antonín Randa, s tím, že by měla být na Moravě. O pět let později se v Praze konalo první velké shromáždění moravských a slezských studentů, kteří v tomto smyslu sepsali petici, a myšlenku začal propagovat studentský spolek Moravská beseda, jenž zajistil dalších více než 300 petic od obcí a spolků. V českém prostředí se o této záležitosti živě diskutovalo, přičemž převažující liberálně-nacionální hlasy požadovaly českou univerzitu v Brně, zatímco menšinové konzervativně-katolické síly prosazovaly dvoujazyčnou školu v Olomouci, sídle moravského metropolity. Další petiční akce proběhla roku 1896, ovšem už o rok dříve svou univerzitu na Moravě začali chtít prostřednictvím spolku Deutschnationaler Verein a Německé pokrokové strany také Němci. Rakouská vláda vyčkávala, zda se obě strany shodnou, k čemuž nedošlo. Německá strana, zastoupená např. poslancem Heinrichem d'Elvertem, brněnským starostou Augustem Wieserem nebo olomouckým starostou Karlem Brandhuberem, postupně na myšlenku své univerzity rezignovala, ale o to silněji odmítala českou, došlo i k výtržnostem a útokům na neněmecké studenty. Češi, z nichž se kromě Masaryka velmi angažovali např. Jan Žáček, Otakar Pražák, Adolf Stránský nebo Václav Perek, spolupracovali se Slovinci a Ukrajinci, kteří vlastní univerzitu vůbec neměli, a dosáhli roku 1899 alespoň jako jistého úspěchu zřízení české techniky v Brně.
V roce 1905 se nicméně snahy o zřízení české univerzity obnovily a ještě zesílily, protože tuto myšlenku začali podporovat také brněnští sociální demokraté, kteří zradikalizovali širší veřejnost. Proběhlo zde několik pouličních demonstrací, při nichž docházelo ke střetům mezi českou a německou mládeží. Politici z obou stran z obav z další eskalace násilí uzavřeli tzv. Moravské vyrovnání, z něhož vypustili nejkontroverznější body, mj. i otázku univerzity. Bylo však zřejmé, že její zřízení je jen otázkou času, českojazyčná pražská univerzita si proto už začala postupně tvořit personální rezervy a např. na české technice v Brně bylo založeno všeobecné oddělení, které pokrývalo netechnické obory a z nějž později řada učitelů přešla právě na pozdější Masarykovu univerzitu. Ta však mohla být založena až po rozpadu Rakouska-Uherska, protože rakouská vláda nechtěla bez česko-německé shody nic rozhodnout. Nepřistoupila ani na kompromisní návrh moravského zemského sněmu z roku 1908, jelikož Němce popudila nejen představa české vysoké školy přímo v Brně, ale také návrh na její zřízení na některém z tehdejších samostatných předměstí, kde již převažovali Češi (zvažováno bylo Královo Pole), stejně tak odmítla odkaz arcibiskupa Theodora Kohna, který roku 1915 věnoval 1,5 milionu korun na obnovení olomoucké univerzity.

## Budování univerzity
Po vzniku Československa k tomu již byla příhodná doba, např. vytvořením Velkého Brna se zde změnil národnostní poměr ve prospěch Čechů. Dne 28. ledna 1919 Národní shromáždění přijalo zákon, kterým byla zřízena Masarykova univerzita jako „druhá česká universita“, a to v Brně, hlavním zemském městě, které pro to poskytovalo nejvhodnější podmínky, takže např. návrh A. C. Stojana na její umístění do Olomouce byl odmítnut. O její definitivní zřízení se tehdy zasloužil také Karel Engliš, který se stal jejím prvním rektorem. Personálně byla nová univerzita dostatečně zajištěna kromě brněnské české techniky především Univerzitou Karlovou, ale od počátku měla problémy s materiálním zabezpečením, zejména s umístěním fakult. Ostatně i zřizovací zákon aktivoval nejdříve fakulty právnickou a lékařskou, až poté filosofickou a přírodovědeckou a konečné vybavení univerzity včetně všech ústavů a klinik předpokládal až k roku 1930. Způsobeno to bylo napjatým poválečným státním rozpočtem a bytovou krizí, přičemž z politických důvodů byla upřednostňována také tehdy nově založená bratislavská univerzita. Situace dospěla tak daleko, že v akademickém roce 1924/1925 byly prostředky pro brněnskou univerzitu kráceny o 40 % a počátkem 30. letech dokonce Karel Kramář z úsporných důvodů navrhl úplné zrušení filosofické a přírodovědecké fakulty. K tomu ovšem nedošlo a univerzita se postupně stabilizovala.

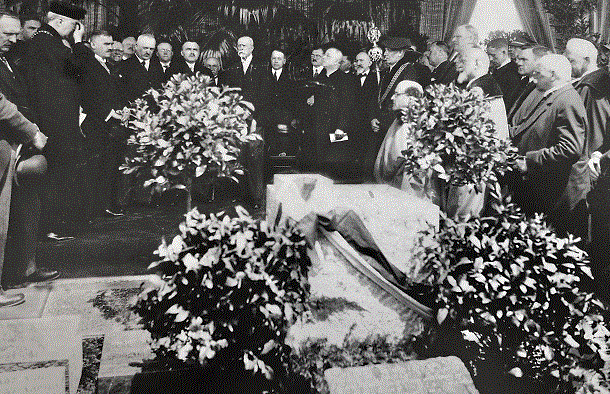
K slavnostnímu položení základního kamene právnické fakulty došlo dne 9. června 1928

Za účelem výstavby univerzity vznikla při zemské politické správě zvláštní ministerská komise, protože zpočátku chyběl např. rektorát a některé ústavy byly umístěny různě provizorně po městě. Univerzitní knihovny byly jen postupně doplňovány z různých darů a odkazů a především vybavení laboratoří a vůbec přírodovědných ústavů bylo značně nedostatečné. Přesto se už v roce 1920 podařilo v bývalých zeměbraneckých kasárnách na rohu ulici Údolní a Úvoz postavit pro lékařskou fakultu anatomický ústav. Přírodovědecká fakulta byla umístěna v městském chudobinci mezi ulicemi Kounicova a Veveří a filosofická fakulta v budově bývalého sirotčince na Grohově ulici, kde však zpočátku sídlilo i ředitelství státních drah. Naproti němu byla postavena nová budova, sloužící dočasně rektorátu, než se v roce 1933 přesunul do novostavby právnické fakulty, v níž byla i celouniverzitní aula (auditorium maximum), dodnes používaná pro promoce a jiná univerzitní shromáždění. Právnická fakulta zpočátku sídlila v biskupském alumnátu na Antonínské ulici, ale nakonec se pro ni jako jedinou podařilo podle návrhu pražského architekta Aloise Dryáka realizovat vlastní budovu v areálu plánovaného akademického městečka na Veveří. Zde na ni měla navazovat filosofická fakulta a na protilehlých svazích Kraví hory měly být umístěny ústavy lékařské a přírodovědecké fakulty. Kvůli hospodářské krizi 30. let se však tyto plány už nerealizovaly a během první republiky se tak podařilo adaptovat jen původně prozatímní budovy.
Potíže byly zpočátku i s ubytováním studentů, ačkoli už v roce 1908 věnoval Václav hrabě Kounic českých studentům v Brně svůj nájemní dům na dnešním Žerotínově náměstí za účelem získání finančních prostředků pro vyplácení stipendií a hlavně na stavbu studentských kolejí. Tyto Kounicovy koleje byly nakonec postaveny v Žabovřeskách a uvedeny do provozu roku 1923, v roce 1931 byl u nich postaven i dívčí dům a v nájemním Kounicově paláci pak od roku 1935 po dlouhá léta fungovala studentská menza. Kromě toho další koleje postavil také roku 1923 katolický spolek Sušil a navíc univerzita získala k dispozici ještě tři malé ubytovací kapacity. Prostředky pro sociální podporu studentů získávala převážně z darů obcí, městských spořitelen a od různých spolků, zejména z oblastí, odkud nejvíce pocházeli studenti Masarykovy univerzity. Kromě Moravy šlo o západní Slovensko a východní Čechy.
Profesorský sbor nové univerzity byl také poměrně mladý (v letech 1919–1939 šlo celkem o 141 osob), tvořený zejména odchovanci pražské univerzity, vůči níž se brzo vytvořilo zdravé konkurenční prostředí. Tehdejší organizace jednotlivých fakult byla odlišná od systému velkých kateder zavedeného po válce, každý profesor, jehož plat jej řadil do vyšší střední třídy, vedl jeden ústav či seminář a měl okolo sebe několik asistentů či laborantů. Kromě něj na univerzitě mohli přednášet i tzv. soukromí docenti, kterým bylo uděleno právo vyučovat (venia docendi). Nedostávali žádný plat, protože šlo o prestižní záležitost a realizovali se tak např. advokáti či lékaři se soukromou praxí. Prvorepublikové univerzitní prostředí v Brně bylo svobodné a otevřené diskusi. Politicky nicméně mezi profesory i studenty převažovali příznivci nacionálních stran jako byla národní demokracie nebo národní socialisté a kupř. vliv komunistů byl tehdy zcela zanedbatelný. Také ze strany univerzity byla zjevná obecná podpora politiku Hradu. Většina studentských spolků byla ovšem apolitické povahy, k největším patřil Spolek čs. mediků, Právník, Spolek posluchačů filosofie a Spolek čs. posluchačů přírodních věd. K politicky aktivním patřily např. Klub akademiků čs. strany národně socialistické, Sdružení agrárních akademiků, Klub lidových akademiků, Kostufra (Komunistická studentská frakce) nebo i Svaz fašistického studentstva. Politické spory mezi studenty nicméně téměř vymizely koncem 30. let, kdy republika čelila vnějšímu ohrožení ze strany nacistického Německa.

## Německá okupace a poválečná obnova

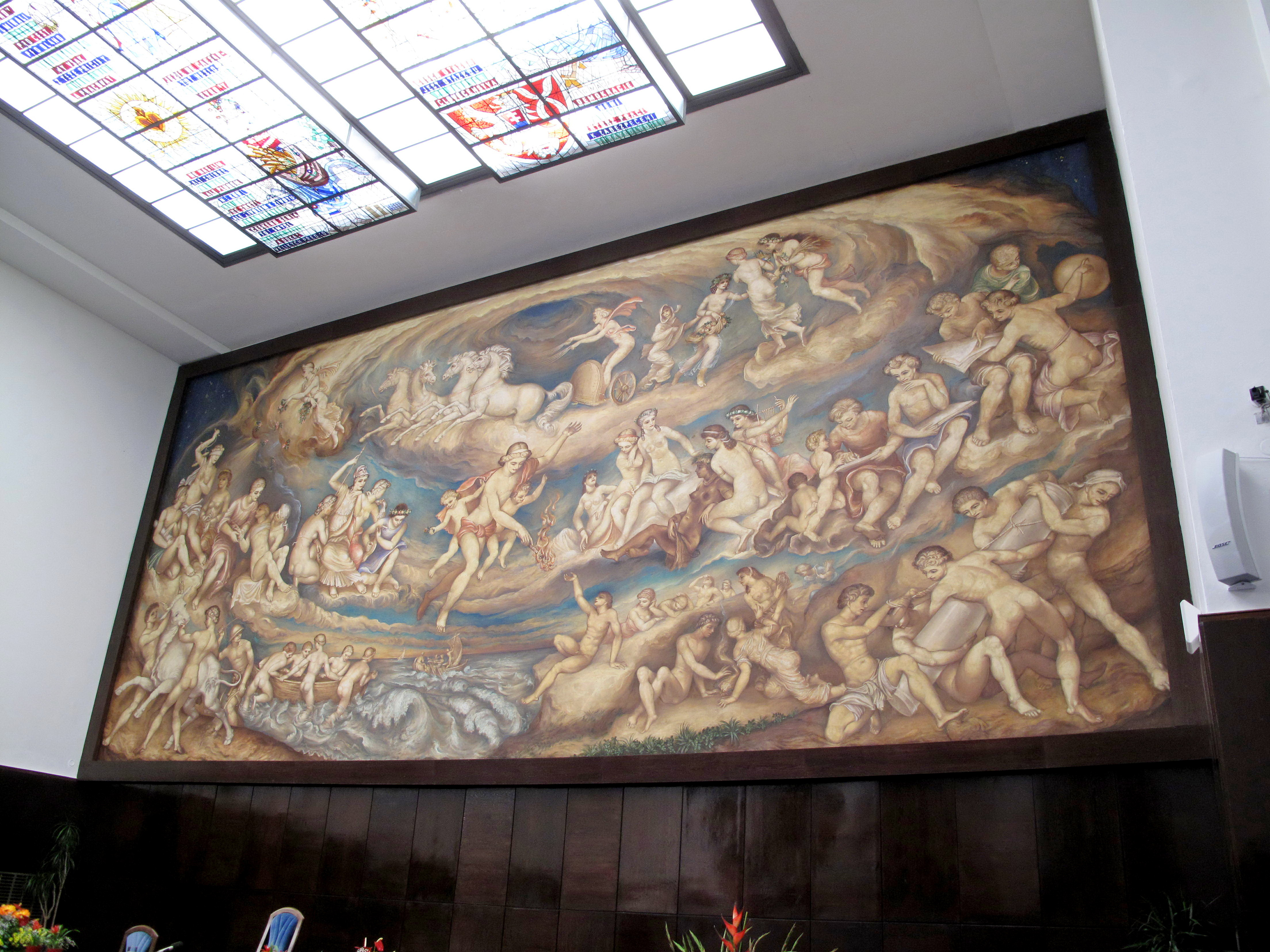
Prométheus přinášející lidstvu oheň od Antonína Procházky v aule právnické fakulty

Před okupací stačila řada studentů uprchnout a vstoupit do československých vojsk v zahraničí. Letní semestr roku 1939 proběhl ještě bez větších komplikací, jakkoli se univerzita musela bránit německému tlaku na přejmenování na Tschechische Universität in Brünn. Ovšem po pražských událostech při pohřbu studenta Jana Opletala následovala brutální reakce, už 17. listopadu vpadly oddíly SS do budov univerzity a studentských kolejí, zadržely přítomné učitele a studenty, které odvlekly do koncentračních táborů, zejména Sachsenhausenu (následující rok byla většina propuštěna, ale čtyři brněnští studenti zemřeli na následky mučení). Následně byly všechny protektorátní české vysoké školy uzavřeny, tedy i Masarykova univerzita, pouze některé lékařské kliniky dále fungovaly při zemské nemocnici. Univerzitní zařízení začaly využívat německé orgány, což místní Němci chápali jako určitou revanš za prosazení české vysoké školy v jejich městě. Filosofickou fakultu převzal úřad oberlandrata, přírodovědeckou německá technika, lékařskou mládežnická organizace Hitlerjugend a právnickou gestapo. Kounicovy koleje začaly sloužit jako vězení a během heydrichiády zde bylo popraveno několik set vlastenců. Zahynula i řada profesorů Masarykovy univerzity, např. klasický filolog Vladimír Groh, profesor pedagogiky Jan Uher, filosof Josef Tvrdý, geograf František Koláček, profesor právních dějin Bohumil Baxa, profesor římského práva Jan Vážný, neurolog Miroslav Křivý nebo embryolog Jan Florian. Přírodovědecká fakulta takto přišla o čtvrtinu učitelského sboru, zásahem při bombardování v listopadu 1944 byl také zcela zničen její zeměpisný ústav. Při ústupu německých vojsk na konci války vznikly i velké škody na vnitřním vybavení univerzity.
Jako poválečnou kompenzaci za utrpěné škody Masarykova univerzita naopak zabrala některé budovy zrušených německých institucí. Získala tak především budovy německé techniky. Ty nejdříve převzala česká technika, která je poté směnila s lékařskou fakultou za její teoretické ústavy na Úvoze. Lékařská fakulta, jejíž rychlá obnova byla tehdy nejvíce v zájmu státu, v nich pak sídlila až do doby stěhování do nového kampusu počátkem 21. století (v 50. letech v hlavní budově na Komenského náměstí sídlil také rektorát a ve vedlejší na Joštově ulici tehdejší farmaceutická fakulta). Budovy filosofické fakulty naproti tomu po určitý čas využíval okresní národní výbor Brno-venkov. V roce 1946 byla zřízena pedagogická fakulta, o níž se hovořilo už od založení univerzity, ostatně od roku 1921 v Brně působila Škola vysokých studií pedagogických. Získala budovu v ulici Poříčí, kterou před tím využívalo reálné gymnázium a ženský učitelský ústav. Po válce a odsunu Němců z Brna následovaly také retribuce, veřejně postiženi byli též kolaboranti z akademické obce, někteří i Národním soudem, na druhou stranu proběhla také nutná vlna habilitací a jmenování profesorů. Politicky se začínali aktivizovat komunisté, kteří si už v roce 1946 během tzv. „Šoffrovy aféry“ vyzkoušeli účinnost pouličního nátlaku. Zejména na právnické fakultě se skupina mladých snažila, zatím ještě neúspěšně, prosadit zřízení nových ústavů zaměřených na právo SSSR nebo dialektický materialismus. Mezinárodní vztahy Masarykovy univerzity se už tehdy přesto začaly zaměřovat především na země pod sovětským vlivem.

## Univerzita za komunistického režimu
Po převzetí moci komunisty v únoru 1948 byla odstraněna celá řada osobností československé vědy působících na univerzitě. Postaraly se o to tzv. akční výbory a zejména na právnické a lékařské fakultě došlo k zásadním redukcím jejich profesorských sborů. Zásahy byly přesto na rozdíl od pražské univerzity, kde se uplatňoval větší ideologický dohled, relativně mírnější a někteří, označení za „reakční živly“, se později mohli na univerzitu vrátit. To ovšem neplatilo pro dřívější aktivní odpůrce KSČ, zejména národní socialisty nebo katolickou inteligenci. Tato počáteční relativní mírnost však vzala za své po roce 1950 s nástupem tzv. dělnických kádrů, absolventů dělnických kurzů, nicméně to již začaly také čistky mezi samotnými členy komunistické strany. Zvláště na brněnských vysokých školách to postihlo osoby spojené s místním krajským tajemníkem Otto Šlingem („šlingovština“), který byl nakonec v procesu se Slánským popraven. K částečnému uvolnění poměrů došlo až po „odhalení kultu osobnosti“ v roce 1956, kdy byli největší dogmatici odstaveni. Díky tomu také neprošel návrh na přejmenování školy stále nesoucí Masarykovo jméno na Univerzitu Klementa Gottwalda nebo Univerzitu pracujících. V roce 1960 bylo rozhodnuto o tom, že název „university v Brně“ bude dále znít Universita Jana Evangelisty Purkyně v Brně, který jí zůstal po celou dobu existence komunistického režimu.

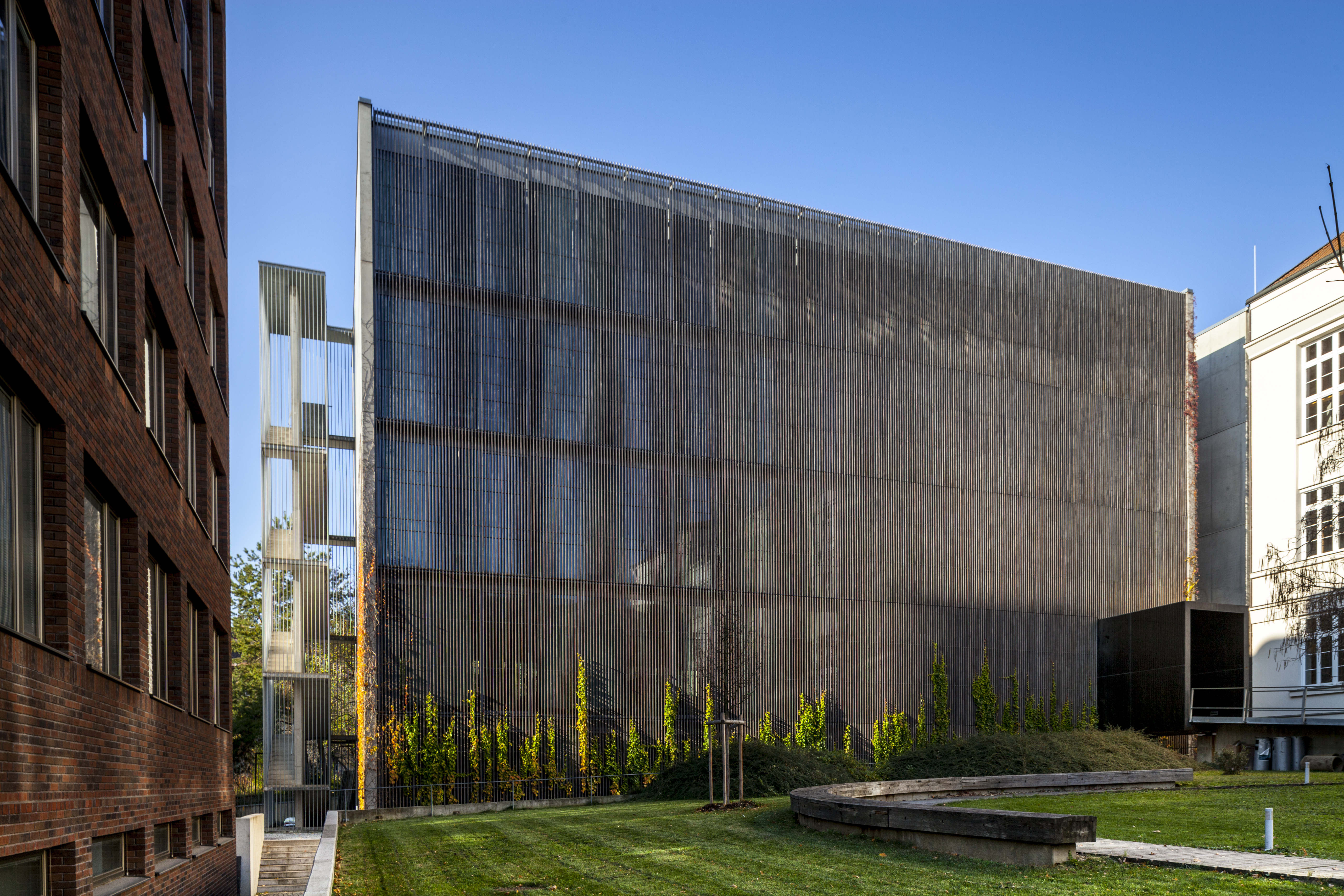
Ústřední knihovna filosofické fakulty byla otevřena roku 2002 a získala cenu Grand Prix architektů

Režim v různých fázích různě důrazně, ale v zásadě neustále do vysokoškolské výuky začleňoval svoji ideologii, což garantovalo zejména rektorátní pracoviště marxismu-leninismu. Největší ideologický tlak byl na pedagogické fakultě, která však byla už v roce 1953 osamostatněna jako Vyšší pedagogická škola v Brně, později Pedagogický institut, a do svazku univerzity se vrátila až roku 1964. Oproti tomu nejméně postižená byla v tomto ohledu lékařská fakulta, v tehdejším období s přehledem největší fakulta vůbec (v 50. letech na ní studovala až polovina všech studentů). Byla také vnímaná jako nejvíce společensky prospěšná, přičemž na opačném pólu se nacházela právnická fakulta, jelikož její studijní obor byl chápán jako „buržoazní“ a pro socialistickou společnost nepotřebný. Již v roce 1950 byla zrušena a její budovu získala Vojenská akademie Antonína Zápotockého. Náhradou za ni bylo navrženo založení chemické fakulty, jelikož šlo o státem podporovaný obor, ale pro odpor přírodovědecké fakulty k jejímu zřízení nedošlo. Z poválečného farmaceutického studia u přírodovědecké, resp. lékařské fakulty však v roce 1952 vznikla samostatná farmaceutická fakulta, která se dynamicky rozvíjela. Přesto byla z rozhodnutí vlády farmacie od roku 1960 vyučována jen v Bratislavě. Režim celkově některé obory potlačoval, došlo i k úplnému zrušení sociologie, a jiné se snažil centralizovat. Např. slavistika, pěstovaná zde na vysoké úrovni, měla být upozaděna ve prospěch olomoucké univerzity, kde měly být naopak potlačeny historické vědy, aby měly mít více prostoru v Brně. Ostatně do vysokého školství se tehdy příliš neinvestovalo a vědecké bádání bylo z větší části převedeno na Akademii věd, takže univerzita se věnovala převážně výuce.
Celková stagnace byla prolomena závěrem 60. let, především v době pražského jara, kdy se zvýšil nákup západní odborné literatury, uskutečnila se řada zahraničních stáží a na univerzitě se obnovoval vědecký výzkum. Začaly vznikat studentské spolky, nejvíce aktivní byli studenti na filosofické fakultě, a napravovaly se největší křivdy z 50. let. Paradoxem doby bylo, že baštou těchto reformních snah byla celouniverzitní katedra marxismu-leninismu. Ovšem po sovětské okupaci a nástupu normalizace se opět vrátil formalismus, pasivita a oportunismus. Proběhly i prověrky, které z funkcí odstranily aktivní příznivce „demokratického socialismu“, ale vzhledem k brněnským provinčním poměrům a osobním vazbám byly tyto restrikce znovu mnohem mírnější než v Praze. V roce 1969 také došlo na připravovanou obnovu právnické fakulty, byla zahájena stavba druhé brněnské fakultní nemocnice (tou první byla nemocnice u sv. Anny) a podařilo se alespoň částečně řešit doposud zanedbávanou otázku ubytování studentů, když byly koncem 60. let zprovozněny koleje v dnešní Kounicově ulici (tehdy Leninova) a koncem 70. let celý areál kolejí ve Vinařské ulici. Během 80. let byl již celkem znatelný úpadek režimu, ideologický tlak polevil a začaly např. vycházet polonezávislé studentské časopisy, z nichž nejodvážnější byla Revue 88. Univerzita byla roku 1988 také zařazena do experimentálního modelu financování, díky kterému mohla sama určovat své investice, což ji dobře připravilo na léta následující.

## Znovu Masarykova univerzita

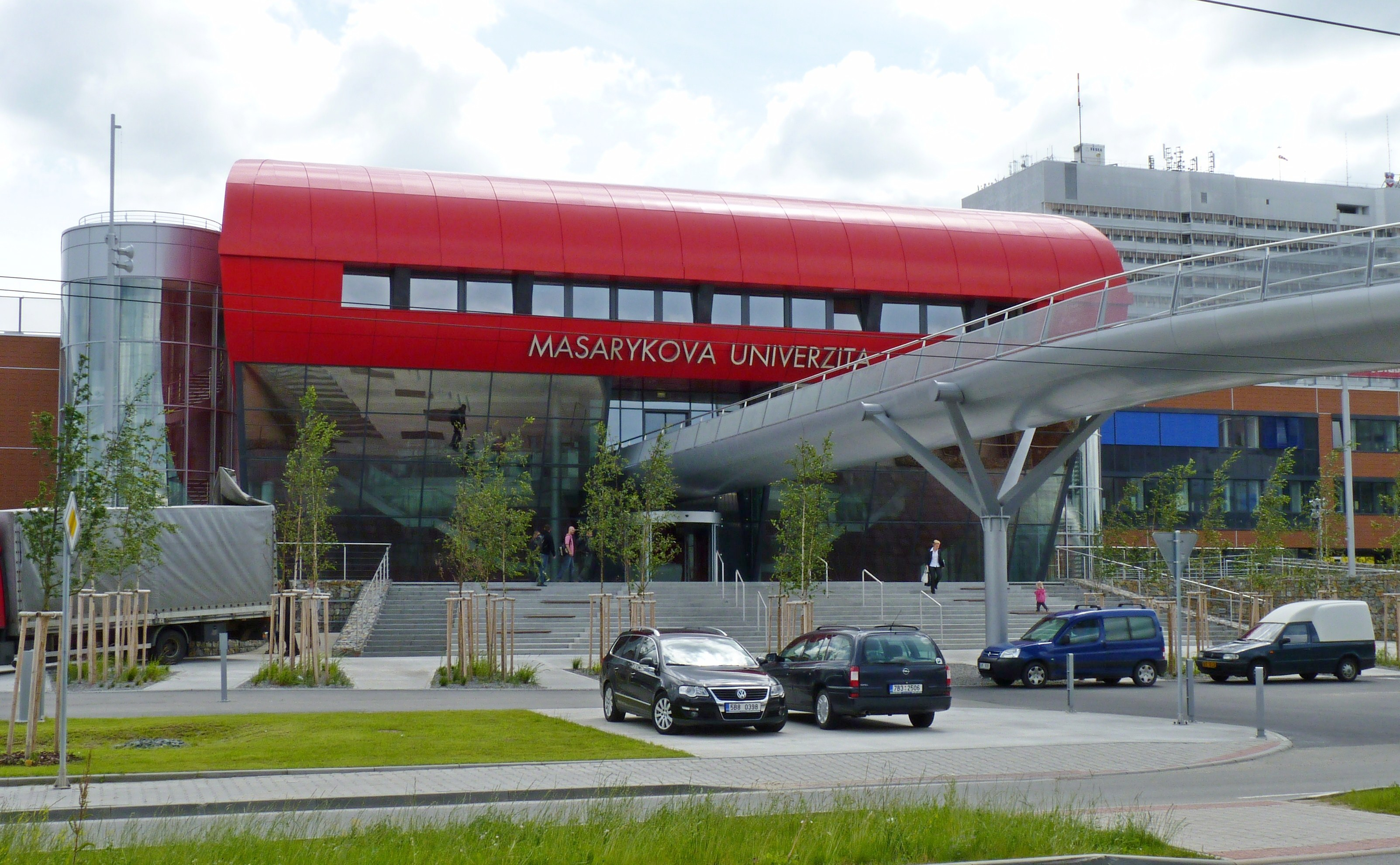
Univerzitní kampus v Brně-Bohunicích, sídlo lékařské fakulty, přírodovědecké fakulty a fakulty sportovních studií

Sametové revoluce, jak byla později nazvána, se v listopadu 1989 zúčastnili také brněnští studenti. Koordinační stávkový výbor se ustavil na nejvíce aktivní filosofické fakultě a až do prosince na celé univerzitě probíhala okupační stávka. Komunistické struktury se i s ohledem na vývoj v Praze zhroutily, nejvíce zkompromitovaní učitelé odešli, naopak postupně probíhaly rehabilitace dříve postižených, ústav marxismu-leninismu byl zrušen a došlo k obnovení akademických svobod. Škola se také už od března 1990 vrátila ke svému původnímu názvu Masarykova univerzita a stala se patronkou při vzniku Slezské univerzity v Opavě. Rektorát se přemístil z budovy dnešního Nejvyššího soudu v Burešově ulici do zrekonstruovaného Kounicova paláce, také právnické fakultě se vrátila její původní budova na Veveří, díky dosavadním zkušenostem se samostatným financováním různých projektů se úspěšně řešilo umístění nově zřizovaných fakult a především se univerzita koncem 90. let pustila i do výstavby kampusu v Bohunicích, který byl slavnostně zprovozněn roku 2010. Své nové sídlo zde našly nejen některé fakulty, ale také vědecké centrum CEITEC a další instituce. Šlo o největší investiční akci, při které bylo nutno překonávat jak finanční těžkosti, tak odpor některých akademiků, jimž se nechtělo z centra města, ale která se nakonec stala úspěšným symbolem expanze a modernizace celé univerzity.
V akademickém roce 1921/1922 na Masarykově univerzitě studovalo 1244 studentů, v roce 1937/1938 celkem 3472 studentů a po válce v roce 1945/1946 už 7053 studentů. Poté následoval úpadek, kdy v akademickém roce 1960/1961 šlo jen o 2668 posluchačů. Trend se ale následně zvrátil, v době sametové revoluce univerzitu navštěvovalo již 12 tisíc studentů a tento počet se do roku 2007 zvedl na 39 tisíc, přičemž nejvíce studentů měla už od počátku 90. let fakulta filosofická. Celkový rozmach vysokoškolského vzdělávání a s tím související specializace mělo za důsledek také vznik nových fakult. Objevily se sice úvahy o obnovení dřívější farmaceutické fakulty, ale ty se nepodařilo realizovat, takže farmaceutické studium vzniklo nakonec až na Veterinární a farmaceutické univerzitě. Přesto byly postupně založeny čtyři nové fakulty, v roce 1991 ekonomicko-správní fakulta transformací z výzkumného ústavu ekonomiky a řízení nevýrobní sféry právnické fakulty, která o sedm let později získala novou budovu v Lipové ulici. Roku 1994 byla založena fakulta informatiky, když informatika byla přednášena nejdříve v rámci přírodovědecké fakulty a v roce 1979 byl založen celouniverzitní Ústav výpočetní techniky. V roce 1998 pak vznikla oddělením několika oborů od filosofické fakulty progresivní a úspěšně expandující fakulta sociálních studií a jako nejmladší působí od roku 2002 fakulta sportovních studií, transformovaná z katedry tělesné výchovy pedagogické fakulty. Roku 2020 byla také obnovena farmaceutická fakulta přechodem dosavadní farmaceutické fakulty VFU pod Masarykovu univerzitu. V nových poměrech získal silnou roli akademický senát, jehož členy volí i studenti. Organizace výuky postupně přešla na kreditový systém, univerzita vyvinula vlastní informační systém, pro financování modernizace vybavení byly získány prostředky z evropského operačního programu Vzdělávání pro konkurenceschopnost a od přelomu tisíciletí se studijní programy tvoří v souladu s Boloňským procesem, který harmonizuje evropské vysokoškolské systémy. Vzrůstá počet zahraničních studentů a jako i na jiných velkých vysokých školách postupně oslabují regionální vazby a univerzita se internacionalizuje.